# Sigfús Sigurðsson (Handballspieler)
Sigfús Sigurðsson (* 7. Mai 1975 in Reykjavík, Island) ist ein isländischer Handballspieler.
Sigfús Sigurðsson spielte vom 1. Juli 2002 bis 30. Juni 2006 als Kreismitte-Spieler beim SC Magdeburg, zuvor war er u. a. bei Valur Reykjavík, sowie in Japan und Spanien aktiv. Nachdem Sigfús von 2006 bis 2008 beim spanischen Klub Ademar León unter Vertrag stand, kehrte er wieder zu Valur Reykjavík zurück. In der Saison 2010/11 half er ab dem 9. November 2010 für die restliche Spielzeit beim deutschen Zweitligisten TV Emsdetten aus.
Sigfús Sigurðsson war einer der Publikumslieblinge in Magdeburg und zeichnete sich durch ein gutes Abwehrspiel aus. Bundesweit bekannt wurde er, als er, bereits abstinent lebend, offen über seine zum Stillstand gebrachte Alkohol- und Drogensucht sprach.
Für die isländische Nationalmannschaft absolvierte Sigurðsson 162 Partien, in denen er 316 Treffer erzielte. Bei den Olympischen Spielen 2008 holte er sich die Silbermedaille.
Sigfús Sigurðsson hat einen Sohn aus der Ehe mit einer russischen Diplomatentochter. Sein Großvater war der Leichtathlet Sigfús Sigurðsson. Er ist Mitglied der Anonymen Alkoholiker.